# モンゴル国営放送
モンゴル国営放送（モンゴルこくえいほうそう、モンゴル語: Монголын Үндэсний Олон Нийтийн Радио Телевиз、英語: Mongolian National Broadcaster、略称：MNB）は、モンゴル国の公共放送。
同国の民間放送が、地方や山影などでは受信できない場合が多いのに対し、全国どこでも受信できることを売り物にする。日本放送協会（NHK）とは提携関係にあり、安価な放映権料で番組を提供してもらっている。NHKからの提供で、現在なら大相撲、過去ならば「おしん」が人気を博した。

## 概要
1967年開局。当初の放映時間は、火曜日・木曜日・土曜日・日曜日の18時から22時までのみ。カラー放送の実施も、1980年代半ばまで遅れた。とは言え、社会主義時代には、部内に監督やプロデューサーを抱えており、自社制作の比重が高かった。
しかし、社会主義崩壊に伴い、監督もプロデューサーも散逸。自社制作は、ニュースと若干の幼児番組程度で、ほとんどは外国製ドラマ（その多くは韓国製）に頼っている。
1989年には、短波による日本向け日本語放送（モンゴルの声）を開始し、外国と交流する努力は続けており、日本の国際協力機構（JICA）も専門家を派遣している。2006年1月1日に独立行政法人化したが、もともと困難であった同局の財政はさらに困難になっている。コマーシャルは、法律で禁止されている。
世界的に数少ない長波ラジオの放送をアジアで唯一、継続的に実施しており、2022年現在日本周辺で受信できる長波ラジオの放送局は同局のみ。